# Bisdom Kopenhagen (evangelisch-luthers)

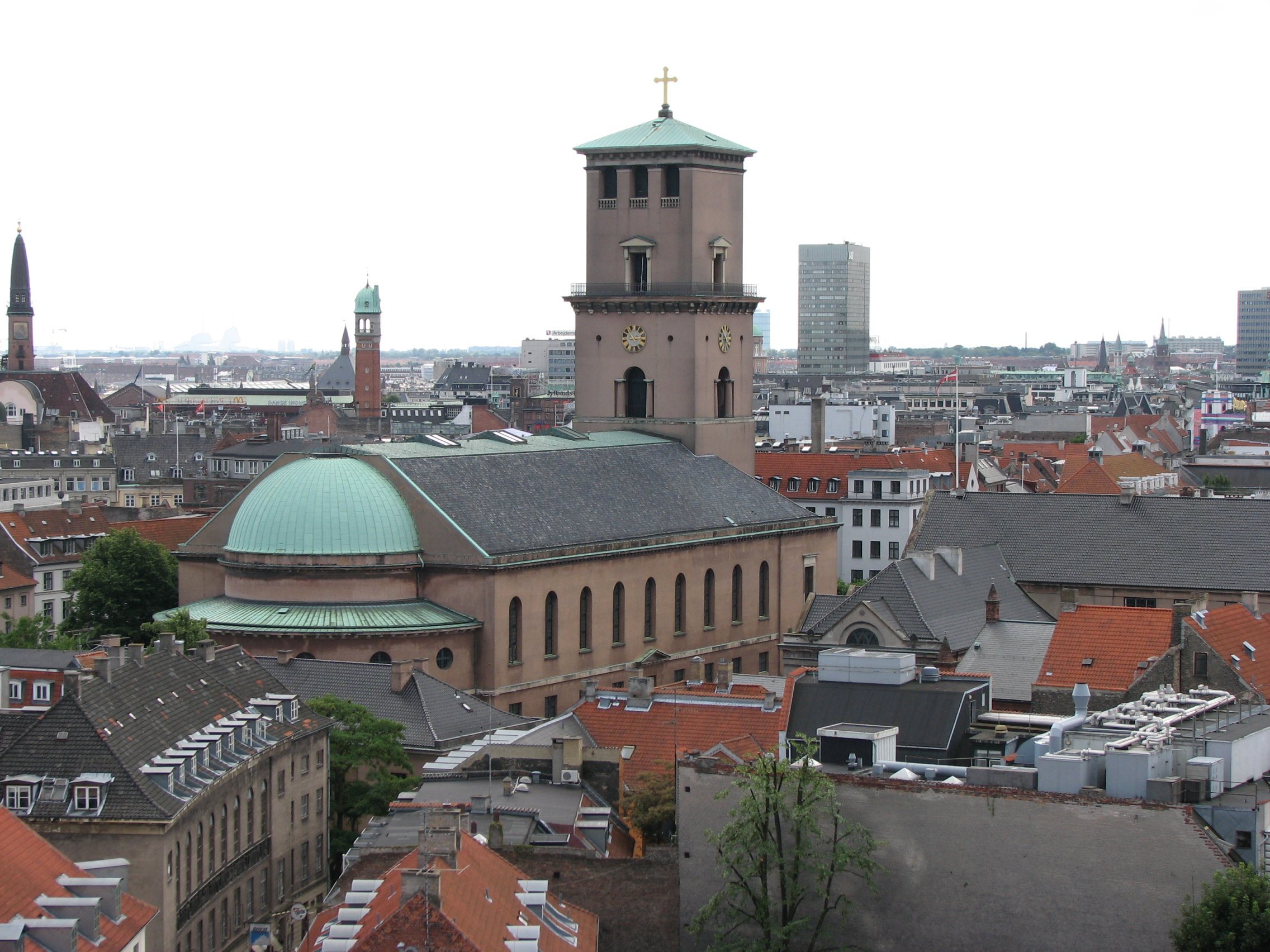
Dom van Kopenhagen

Het bisdom Kopenhagen (Deens: Københavns Stift) is een bisdom in de evangelisch-lutherse kerk van Denemarken, de Deense Volkskerk. De huidige bisschop is Peter Skov-Jakobsen. Kathedraal van het bisdom is de Dom van Kopenhagen
Het bisdom omvat de stad Kopenhagen en enkele randgemeenten alsmede het eiland Bornholm. Het bisdom is verdeeld in 9 proosdijen (provstis), 107 pastoraten en telt 119 kerken. 
De proosdijen:
- Amagerbro Provsti
- Amagerland Provsti
- Bispebjerg-Brønshøj Provsti
- Bornholms Provsti
- Frederiksberg Provsti
- Holmens og Østerbro Provsti
- Nørrebro Provsti
- Valby-Vanløse Provsti
- Vor Frue-Vesterbro Provsti